# Pauridiantha bequaertii
Pauridiantha bequaertii là một loài thực vật có hoa trong họ Thiến thảo. Loài này được (De Wild.) Bremek. mô tả khoa học đầu tiên năm 1940.